# Grafémica
La grafémica es una disciplina de la teoría de la escritura que estudia el sistema gráfico de una lengua y sus reglas, además se encarga de la identificación e interacción de sus grafemas, sus relaciones formales y su correlación con la estructura fonológica que representa.

## La grafémica y su objeto de estudio
La grafémica se ocupa de los signos gráficos segmentales, suprasegmentales y adsegmentales. La grafémica, dentro de la grafonomía, se ocupa de los grafemas como unidades mínimas, que no admiten por tanto divisiones en unidades más básicas. Sería una disciplina análoga a la fonología en su estudio de los fonemas.
Se ocupa de tres sistemas gráficos fundamentales: el subsistema literal, el puntual y el acentual; es decir, letras, signos de puntuación y acentos.
La grafémica se ha emparentado con la antropología cultural, si bien desde posiciones lingüísticas se ve como plenamente dentro del fenómeno lingüísitico, por estar en relación directa entre el significado y su escritura.

## Grafémica inmanente
La grafémica inmanente, en contraste con la grafémica trascendente, estudia los grafemas como unidades mínimas capaces de diferenciar un signo lingüístico gráfico de otro, independientemente del plano oral.